# Hypochrysops argyriorufa
Hypochrysops argyriorufa är en fjärilsart som beskrevs av Van Eecke 1924. Hypochrysops argyriorufa ingår i släktet Hypochrysops och familjen juvelvingar. Inga underarter finns listade i Catalogue of Life.